# Demonax cinereus
Demonax cinereus là một loài bọ cánh cứng trong họ Cerambycidae.